# 신장식
신장식(申莊植, 1971년 5월 25일~)은 대한민국의 변호사 출신 정치인이다. 제22대 국회의원이다.
1998년 지방선거[서울 관악구(봉천제9동), 구의원]에 출마하여 낙선하였고, 서울 관악구 을 국회의원선거에 2000년, 2004년에는 민주노동당 후보자로, 2008년에는 진보신당 후보자로 출마하였으나 각각 낙선하였다. 민주노동당에서 기획위원회 위원장, 진보신당에서 대변인을 맡았었으며, 법무법인 민본의 변호사로 활동하였다. 2016년 2월, 정의당에 입당하였고, 2017년 7월부터 2019년 7월까지 정의당 제3대 사무총장을 지냈다. 이후 2023년 1월 정의당에서 탈당하였다.
2021년 8월 23일부터 2022년 12월 30일까지 TBS FM에서 '신장식의 신장개업'을 진행하였고, 2023년 1월 16일부터 2024년 2월 8일까지 MBC 표준FM 신장식의 뉴스 하이킥 진행자를 맡았다.
2024년 2월 25일, 조국혁신당에 인재1호로 영입되어 입당하였다. 2024년 4월 10일 제22대 총선에서 비례대표 4번 후보자로 공천되었으며, 선거 결과 국회의원에 당선되었다.

## 학력
- 청주중앙국민학교 졸업
- 청주동중학교 졸업
- 청주고등학교 졸업
- 서울대학교 정치학 학사 졸업
- 서울대학교 정치학 석사 졸업
- 충북대학교 법학전문대학원 졸업

## 경력
- 관악주민연대 조직담당 간사
- 민주노동당 기획위원회 위원장
- 진보신당 대변인
- 법무법인 민본 변호사
- 2016. 2. 2. 정의당 입당
- 2017. 7.~2019. 7. 정의당 제3대 사무총장
- 2019. 9. 30. 정의당 사법개혁특별위원회 위원장
- 노회찬재단 이사
- 2023년 1월 정의당 탈당
- 2024년 2월 조국혁신당 1호인재영입
- 2024년 4월 10일 대한민국 제22대 국회의원 선거 당선(비례대표, 조국혁신당, 초선)[9]
- 2024년 3월 24일~2024년 4월 10일 제22대 국회의원 선거 조국혁신당 파란불꽃선거대책위원회 수석대변인
- 조국혁신당 비전위원장
- 조국혁신당 3년은너무길다 특별위원회 국정농단진상규명위원장
- 조국혁신당 직능위원장
- 조국혁신당 대외협력위원장
- 2024년 5월~2025년 5월 조국혁신당 원내부대표
- 2024년 5월~2025년 5월 조국혁신당 원내대변인
- 2024년 7월~ 조국혁신당 경기도당 위원장
- 2024년 7월~ 조국혁신당 경기도당 수원시 지역위원회 위원장
- 2024년 5월~ 조국혁신당 원내수석부대표

### 의정 활동
- 2024년 5월 30일~: 제22대 국회의원(비례대표, 조국혁신당, 초선)
  - 2024년 6월~: 제22대 국회 전반기 정무위원회 위원
  - 2024년 6월~: 제22대 국회 전반기 국회운영위원회 위원

## 방송

### 라디오
- TBS FM 신장식의 신장개업(2021년 8월 23일[2]~2022년 12월 30일[3])
- MBC 표준FM 신장식의 뉴스 하이킥(2023년 1월 16일~2024년 2월 8일[4])

## 역대 선거 결과
|  | 25.57% |

|  | 8.41% |

|  | 11.33% |

|  | 7.79% |

|  | 24.25% |

## 소속 정당
| 소속 정당 | 소속 정당  | 소속 기간 | 비고      |
| --------- | ---------- | --------- | --------- |
|           | 무소속     | 1998~2000 | 정계 입문 |
|           | 민주노동당 | 2000~2008 | 입당      |
|           | 무소속     | 2008      | 탈당      |
|           | 진보신당   | 2008~2011 | 입당      |
|           | 무소속     | 2011~2016 | 탈당      |
|           | 정의당     | 2016~2021 | 입당      |
|           | 무소속     | 2021~2024 | 탈당      |
|           | 조국혁신당 | 2024~현재 | 창당      |

## 같이 보기
- 대한민국 제22대 국회의원 선거 조국혁신당 후보 목록#비례대표